# Hans Freeman
Hans Charles Freeman (Breslavia, 26 de mayo de 1929 - Sídney, 9 de noviembre de 2008) fue un profesor de química bioinorgánica y cristalógrafo alemán nacionalizado en Australia, que pasó la mayor parte de su carrera en la Universidad de Sídney. Sus aportaciones más importantes se centraron en la química de las proteínas, como los estudios sobre las propiedades estructurales, electroquímicas y espectroscópicas inusuales de las proteínas cúpricas azules, particularmente la plastocianina. También introdujo la cristalografía de proteínas en Australia y fue un conocido defensor de diversos programas para que los científicos australianos tuvieran acceso a las instalaciones de la «gran ciencia». Freeman recibió numerosos honores, incluyendo ser elegido miembro de la Academia Australiana de Ciencias (FAA) y de la Orden de Australia (AM) por el Gobierno australiano. Fue considerado por sus alumnos un profesor muy carismático que, además, continuó, por propia voluntad, enseñando hasta su retiro formal.

## Publicaciones
Entre los artículos científicos de Freeman, los siguientes son los más citados según los datos de Web of Science en febrero de 2011:
- Colman, P. M.; Freeman, H. C.; Guss, J. M.; Murata, M.; Norris, V. A.; Ramshaw, J. A. M.; Venkatappa, M. P. (1978). «X-Ray crystal-structure analysis of plastocyanin at 2.7 Å resolution». Nature 272 (5651): 319-324. Bibcode:1978Natur.272..319C. doi:10.1038/272319a0. --- 685 citas
- Guss, J. M.; Freeman, H. C. (1983). «Structure of oxidised poplar plastocyanin at 1.6 Å resolution». J. Mol. Biol. 169 (2): 521-563. PMID 6620385. doi:10.1016/S0022-2836(83)80064-3. --- 624 citas
- Guss, J. M.; Harrowell, P. R.; Murata, M.; Norris, V. A.; Freeman, H. C. (1986). «Crystal structure analyses of reduced (CuI) poplar plastocyanin at 6 pH values». J. Mol. Biol. 192 (2): 361-387. doi:10.1016/0022-2836(86)90371-2. --- 374 citas
- Guss, J. M.; Bartunik, H. D.; Freeman, H. C. (1992). «Accuracy and precision in protein-structure analysis: restrained least-squares refinement of the structure of poplar plastocyanin at 1.33 Å resolution». Acta Crystallogr. B 48 (6): 790-811. PMID 1492962. doi:10.1107/S0108768192004270. --- 241 citas
- Kumar, V.; Dooley, D. M.; Freeman, H. C.; Guss, J. M.; Harvey, I.; McGuirl, M. A.; Wilce, M. C. J.; Zubak, V. M. (1996). «Crystal structure of a eukaryotic (pea seedling) copper-containing amine oxidase at 2.2 Å resolution». Structure 4 (8): 943-955. doi:10.1016/S0969-2126(96)00101-3. --- 202 citas